# Mardschanischwili (Metro Tiflis)

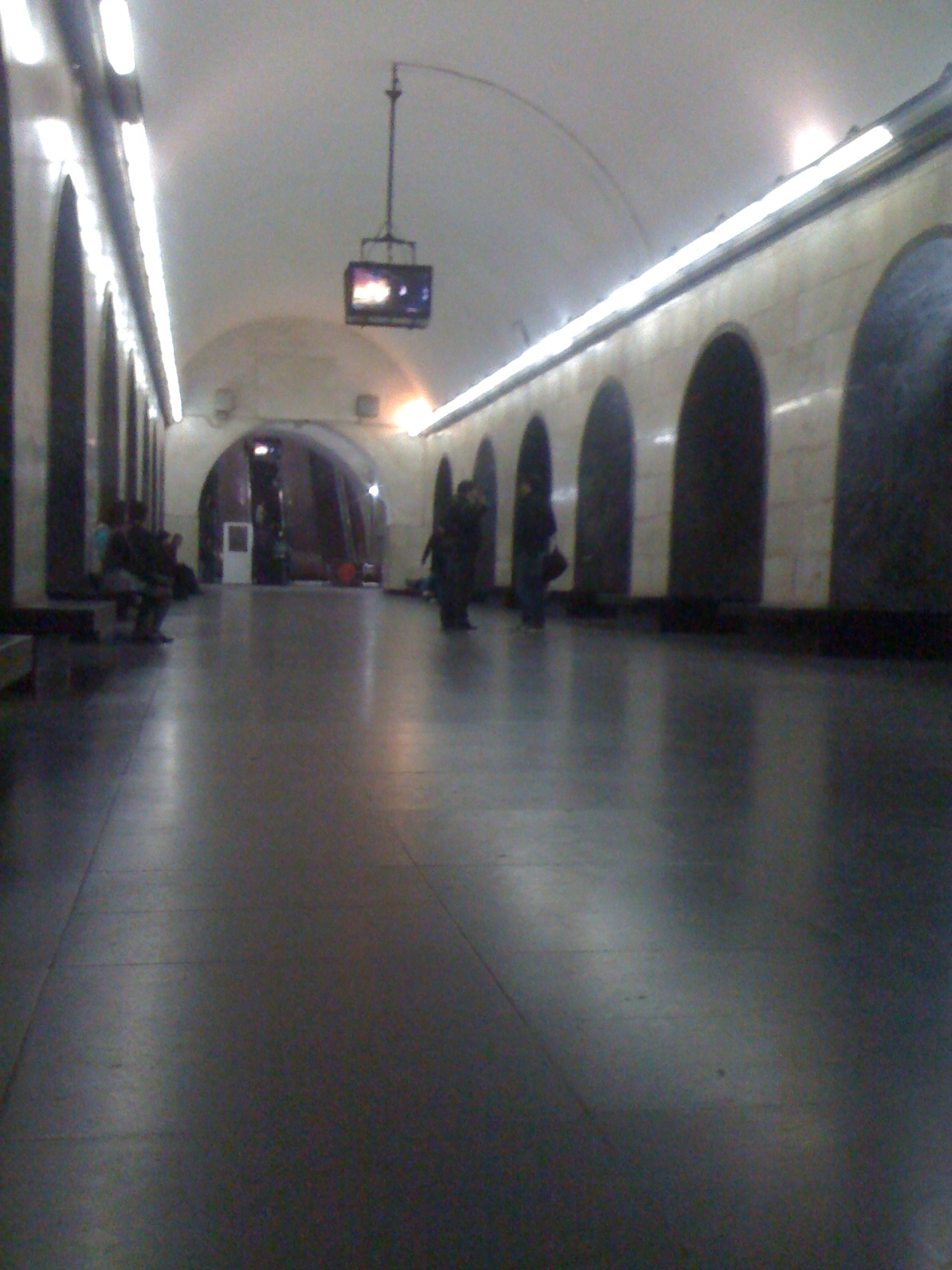
Metrostation Mardschanischwili

Mardschanischwili (auch nach der englischen Schreibweise Marjanishvili oder häufig auch Marjanischwili geschrieben), georgisch მარჯანიშვილი, ist eine Station der Metro Tiflis. Sie wurde 1966 eröffnet und wird von der Achmetelis-Teatri-Warketeli-Linie genutzt. Benannt wurde die Station nach Konstantine Mardschanischwili, dessen Marmorbüste in der Station steht. Die Architekten hießen O. Melia und G. Melkadse. Sie ist mit schwarzem und weißen Marmor bekleidet; die prachtvolle Ausstattung erinnert stark an die Metro Moskau. Sie liegt zwischen Sadguris Moedani und Rustaweli.